# Calathea stromanthifolia
Calathea stromanthifolia är en strimbladsväxtart som beskrevs av Henry Hurd Rusby. Calathea stromanthifolia ingår i släktet Calathea och familjen strimbladsväxter. Inga underarter finns listade.